# 卡緬卡河 (德涅斯特河支流)

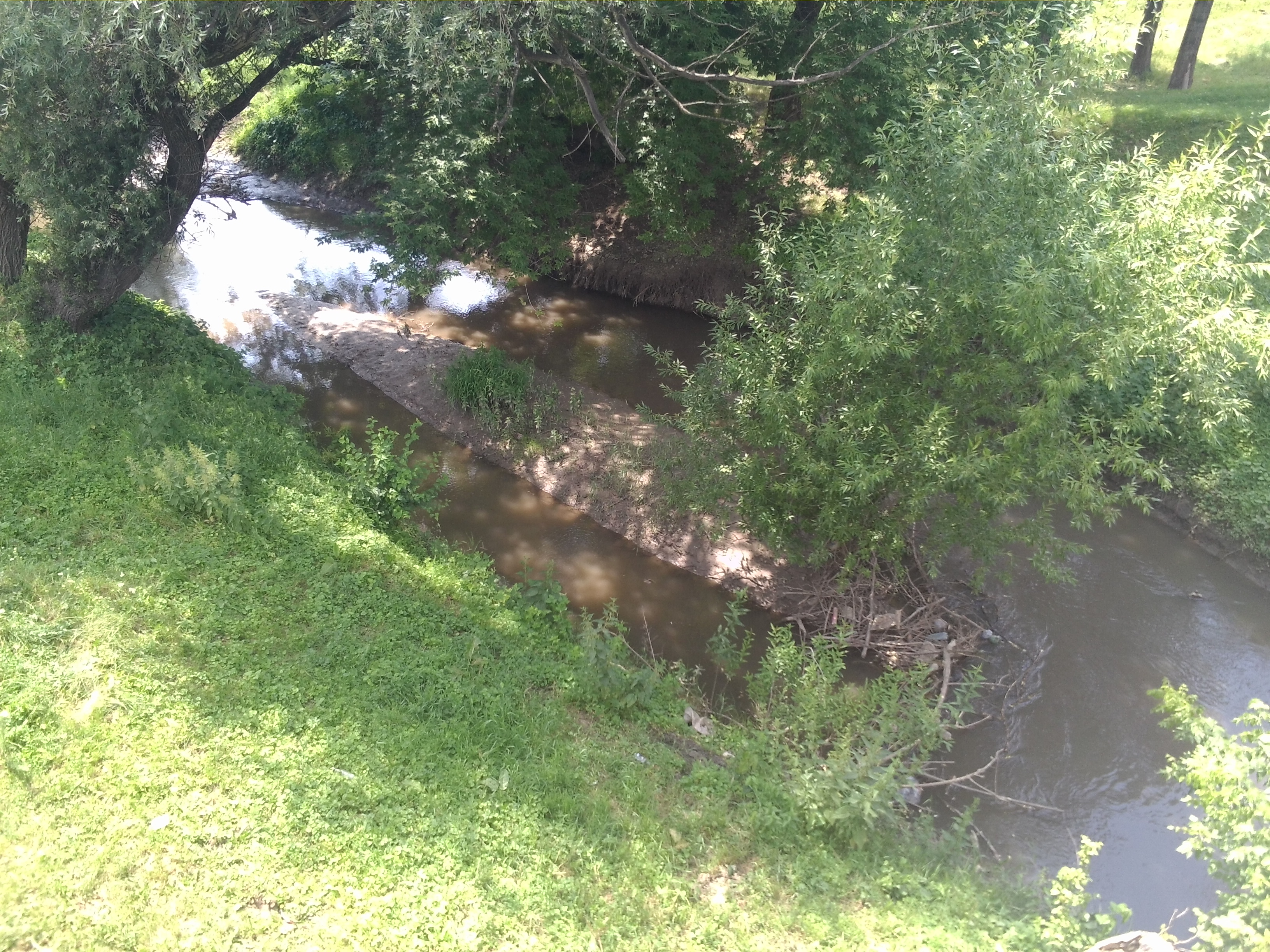

卡緬卡河（羅馬化：Kamianka），又按羅馬尼亞語名譯為卡門卡河（羅馬尼亞語：Camenca)，是流經烏克蘭和摩爾多瓦的河流，並屬於德涅斯特河的左支流。該河發源自克拉斯諾西爾卡以北，河口在卡門卡附近，河道全長50公里，流域面積403平方公里。